# Ravno (distrikt)
Ravno (bulgariska: Равно) är ett distrikt i Bulgarien.   Det ligger i kommunen Obsjtina Kubrat och regionen Razgrad, i den nordöstra delen av landet, 270 km öster om huvudstaden Sofia.
Trakten runt Ravno består till största delen av jordbruksmark. Runt Ravno är det ganska tätbefolkat, med 58 invånare per kvadratkilometer.